# Santa Filomena (Pernambuco)
Santa Filomena es un municipio brasileño del estado de Pernambuco. Tiene una población estimada al 2020 de 14 562 habitantes.

## Historia
La historia de Santa Filomena comenzó en 1895, cuando fue registrado un derecho de posesión de una área de tierra, perteneciendo al patrimonio de la iglesia nuestra Señora de los Remedios, siendo donado; una parte por José Jacobina de Carvalho al norte, la otra parte al sur por Leonardo Rodrigues Coelho de Macedo, la posesión de la Hacienda para el derecho de la tierra fue donada por Lucindo Rodrigues Coorlho de Macedo, que donó 100 mil réis de posesión perteneciente a la Hacienda Queimada, siendo registrado aún el año de 1895. En esa época, Santa Filomena pertenecía a la comarca del municipio de Santa Maria da Boa Vista y su primer nombre fue ”Queimada do Máximo”, según los primeros habitantes, decían que un señor llamado Máximo construyó la primera casa en este terreno. Hasta el 12 de agosto de 1934, este poblado era conocido por Queimada, pero a partir de 8 de septiembre del mismo año el Padre Luiz Gonzaga Kehrle que era vicario de Araripina, hizo clientela en esa localidad de Queimada y le dio el nombre de Santa Filomena. 
Con el cambio de alcalde en Ouricuri, el alcalde Oliveira Pessoa cambió el nombre de Santa Filomena para Munduri. El nombre de Munduri  permaneció desde 1955 a 1956, y en 1956 el nombre de Santa Filomena fue homologado oficialmente. El 29 de septiembre de 1995 después muchas solicitudes populares y políticas, Santa Filomena es emancipada a la categoría de municipio.